# Gian Marco Centinaio
Gian Marco Centinaio (Pavia, 31 ottobre 1971) è un politico italiano, dal 19 ottobre 2022 vicepresidente del Senato della Repubblica Italiana.
Dal 1º marzo 2021 al 19 ottobre 2022 è stato sottosegretario di Stato nel governo Draghi al Ministero delle politiche agricole alimentari e forestali, dicastero di cui era già stato ministro dal 1º giugno 2018 al 5 settembre 2019 con l'attribuzione delle competenze in materia di turismo nel governo Conte I.

## Biografia
Gian Marco Centinaio è nato il 31 ottobre 1971 a Pavia, dove ha conseguito nell'omonima Università degli Studi la laurea in scienze politiche indirizzo economico-territoriale con votazione di 100/110 nel 1999.
Iscritto alla Lega Nord di Umberto Bossi dal 1990, ha iniziato ad occuparsi di politica nella sua città natale, ricoprendo prima il ruolo di Presidente del Comitato di quartiere Città Giardino nel 1993, e poi come consigliere comunale di Pavia dal 1996 fino al 2009; sempre nel comune di Pavia è stato vicesindaco e assessore alla Cultura, Turismo, Marketing Territoriale dal 2009 al 2014 nella giunta comunale di centro-destra guidata dal sindaco del PdL Alessandro Cattaneo.
Alle elezioni provinciali del 2011 si è candidato al consiglio provinciale di Pavia, per la Lega nel collegio Pavia II, risultando non eletto.

### Elezione a senatore e Capogruppo della Lega
Alle elezioni politiche del 2013 viene candidato al Senato della Repubblica, tra le liste della Lega Nord nella circoscrizione Lombardia, e viene eletto senatore. Nella XVII legislatura è componente delle diverse Commissioni Affari Costituzionali, Finanze e Tesoro, Istruzione pubblica, beni culturali e presidente del gruppo parlamentare Lega Nord e Autonomie al Senato della Repubblica, eletto l'8 luglio 2014 succedendo a Massimo Bitonci, diventato sindaco di Padova.

### Riconferma a capogruppo al Senato

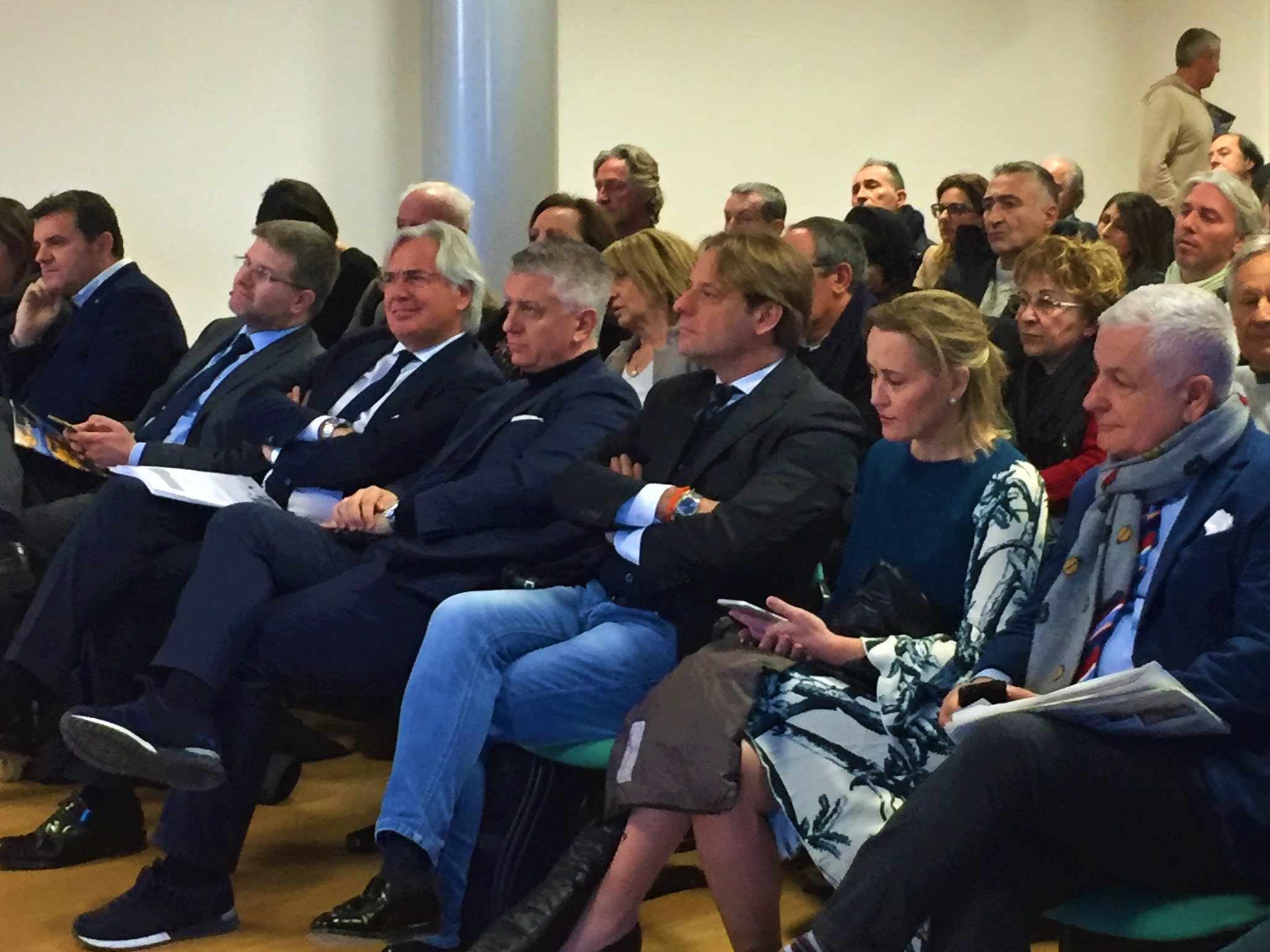
Centinaio (a sinistra) e altri parlamentari a un convegno sulla Bolkenstein durante la campagna elettorale per le politiche del 2018.

Alle elezioni politiche del 2018 viene eletto senatore per un secondo mandato nel collegio uninominale Lombardia - 16 (Pavia), sconfiggendo il candidato del centro-sinistra Daniele Bosone (22,00%) e quello del Movimento 5 Stelle Cesare Vitali (21,92%). Viene inoltre confermato capogruppo della Lega al Senato per la XVIII legislatura. È considerato uno dei dirigenti della Lega più vicini al segretario federale del partito Matteo Salvini.

### Ministro e Sottosegretario delle politiche agricole

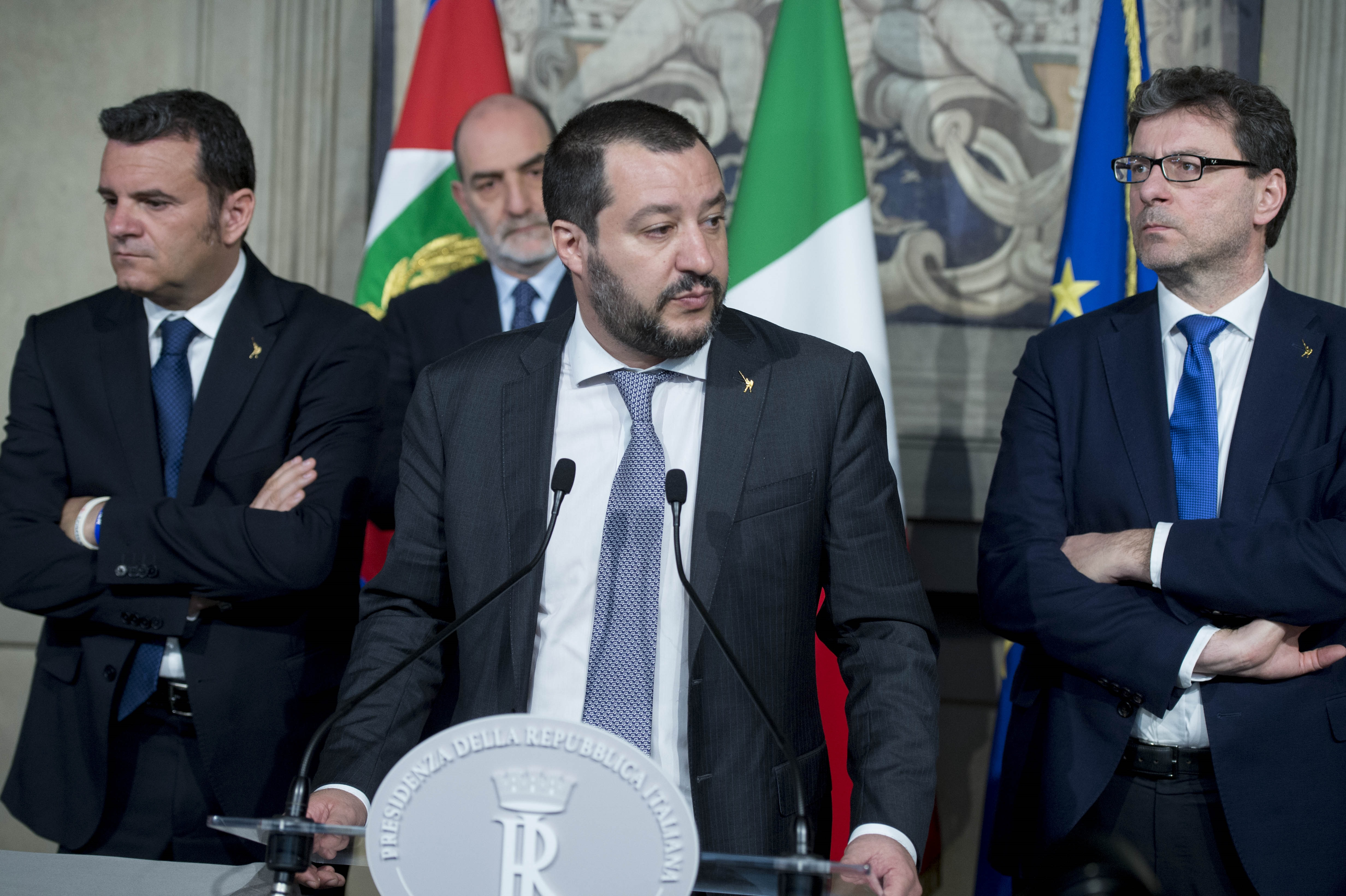
Centinaio e Giancarlo Giorgetti con Matteo Salvini durante le consultazioni al Quirinale del 2018

Con la nascita del primo governo presieduto da Giuseppe Conte che unisce la Lega e il Movimento 5 Stelle, viene scelto come Ministro delle Politiche agricole, alimentari e forestali nel governo Conte I, che il 1º giugno 2018 giura nelle mani del Presidente della Repubblica Sergio Mattarella. Il successivo 2 luglio il Consiglio dei Ministri gli affida l’incarico di Ministro del Turismo. Cessa dall'incarico il 5 settembre 2019 con il giuramento del Governo Conte II.
Ha espresso la sua contrarietà alla ratifica del Comprehensive Economic and Trade Agreement (CETA), il trattato commerciale di libero scambio tra Canada e Unione europea.
Il 25 febbraio 2021 viene indicato come Sottosegretario di Stato al Ministero delle politiche agricole alimentari e forestali nel governo Draghi, nominato dal Consiglio dei Ministri il 1º marzo.

### Vicepresidente del Senato
Alle elezioni politiche anticipate del 25 settembre 2022 viene ricandidato al Senato nel collegio uninominale Lombardia - 10 (Pavia), per la coalizione di centro-destra in quota Lega, dove viene rieletto senatore con il 54,62% dei voti, più del doppio rispetto all'avversario del centro-sinistra Valerio Federico (24,35%).
Il 19 ottobre 2022 viene eletto vicepresidente del Senato della Repubblica con 108 voti.

## Posizioni politiche
A settembre 2020, a poche settimane dal referendum costituzionale sulla riduzione del numero dei parlamentari legato alla riforma avviata dal governo Conte I guidato dalla Lega assieme al Movimento 5 Stelle e concluso dal governo Conte II guidato dalla coalizione tra M5S e Partito Democratico, Centinaio annuncia il suo voto contrario, dopo l'analoga dichiarazione del compagno di partito Giancarlo Giorgetti, in dissidenza con la linea ufficiale del partito, schierato per il "Sì".

## Controversie
Il 27 settembre 2017 Centinaio condivide sul proprio profilo Facebook un post in cui veniva falsamente affermato che il fratello dell'allora presidente della Camera Laura Boldrini era stato fatto assumere da lei stessa come "direttore generale del coordinamento delle Regioni" e che, in tale qualità, percepiva uno stipendio di 47.000 euro al mese. Centinaio si è successivamente scusato per l'informazione falsa riportata, ma nei suoi confronti è stata presentata denuncia.

## Curiosità
In un’intervista televisiva, a Tagadà su La7, del 4 maggio 2017, ha dichiarato di essere un grande tifoso del Parma e membro dell’azionariato diffuso (PPC).